# Sex Education Show
Sex Education Show è stato un talk show italiano, andato in onda la prima volta su Fox Life il 23 maggio 2011, con una nuova puntata ogni lunedì in seconda serata, alle 22.45. Il talk show è stato poi trasmesso anche da Cielo sul digitale terrestre.
Attraverso interviste al pubblico, domande a esperti nel campo della sessuologia e spiegazioni da parte del programma stesso, la presentatrice Nina Palmieri cercava di rispondere a varie domande relative al sesso.
Gli autori del programma sono Alessia Ciolfi, Ennio Meloni e Nina Palmieri per la prima stagione; Yuri Grandone, Annalisa GIaccari, Davide Moca e Nina Palmieri per la seconda.